# 海外反腐败法
海外反腐败法（英語：Foreign Corrupt Practices Act，缩写为，又被翻译称为反海外贿赂法），是一部美国联邦法律，其主要条款有两个：反贿赂条款和会计帐目条款。前者根据1934年证券交易法规定账目透明度的要求，而后者明确了向外国官员行贿的行为。

## 规定和范围
海外反腐败法适用于与美国有一定程度的关系，同时又参与了国外（对美国而言）腐败行为的任何个人。该法案也适用于任何美国公司或在美国进行证券交易的国外公司，以及任何促进国外腐败行为的美国国民、公民及居民，而不论他（她）们是否身在美国。对于国外的自然人和法人，如果他（她）们的腐败行为发生时其人身在美国，则也适用该法案。此外，此法案不仅規範了给国外官员、候选人或政党的不当支付，也規範了给其他任何人的支付，如果这笔支付最终形成了对官员的贿赂。这些所谓支付，不仅包括货币形式，也包括任何有价值之物。

### 海外反腐败法管辖对象
證券發行人
包括任何有一类证券登记或根据1934年证券交易法要求提交报告的美国或外国公司。
涉及美國
包括任何美国国民、公民及居民，以及任何受美国法律或美国州法管辖的公司，或主要营业地点位于美国的公司。
任何人
包括企业和个人。

## 历史
根据美国证监会在1970年代中期所作的调查，超过400家美国公司承认其曾为国外政府或政党提供不当支付，总计金额超过了3亿美元。这些不当支付的包括从贿赂国外高官以获得该国政府的特殊待遇，到为了使公职人员能履行其本职工作而支付的所谓“好处费”。一个典型的例子是洛克希德贿赂丑闻。洛克希德是一家美国的航空航天制造商，其曾经贿赂国外政府官员以促使他们选用该公司的产品。另外一个例子是“香蕉门”丑闻，其中Chiquita Brands公司曾贿赂洪都拉斯总统以求降低赋税。因此美国国会试图通过海外反腐败法案来阻止类似的对国外政府的贿赂，并使公众重拾对美国商业体系诚信度的信心。
该法案由总统吉米·卡特于1977年12月19日签署并生效，并于1998年根据国际反贿赂法（1998）修改，其目的是履行经济合作及发展组织的针对反贿赂的相关规定。

## 要求
海外反腐败法的反贿赂条款规定美国的个人或证券发行商通过支付国外政府官员来获得或保持业务，或使任何其他人获得业务，即为非法行为。自1998年起，反贿赂条款也适用于国外的公司或个人，只要其在美国做出了促使贿赂的行为。海外政府官员的定义很宽泛。例如一家银行的拥有者同时也是财务部长，则此人则被认为是政府官员。供职于政府所有或管辖的医院的医生也被海外反腐败法认为是政府官员，同理，供职于政府所有或管辖的企业或机构的职员也是政府官员。此外，国际组织（例如联合国）的雇员也被认为是政府官员。该法案规定以任何有价值之物（包括现金及非现金形式）贿赂政府官员即为非法。政府关注的是贿赂的动机本身，而不是金额。
海外反腐败法同时也要求在美国上市的公司遵守美国的会计规定（见15 U.S.C. § 78m）。这些会计规定是为了配合海外反腐败法中的反贿赂的相关规定而设计，要求凡是被该法案管辖的公司必须准确的记录和保存帐目，且帐目应该诚实的反映该公司的交易。会计规定还要求公司设计并维护足够的内部会计控制系统。越来越多的公司正在雇佣外部尽职调查公司提供服务，来维护他们的声誉并减少法律风险。识别政府拥有的公司，从而识别那些容易忽略掉的政府官员，正在迅速的成为先进的反腐败项目中的关键部分。
对于给国外政府官员的支付，该法案区分了贿赂和“好处费”。“好处费”可能是海外反腐败法所允许的，但是仍可能触犯当地法律。好处费和贿赂的关键区别是在于，好处费的目的是为了促使政府官员履行其本来就应该履行的职责。对国外政府支付可能是合法的，如果这种支付在当地国家法律中被明文规定允许。某些特定的以产品促销为目的的支付也可以是允许的。

## 应用
FCPA的著名案例包括沃尔玛、英國航太系統、贝克休斯、戴姆勒、哈里伯顿、KBR公司、朗讯、孟山都、西门子、Titan Corporation、Triton Energy Limited、ALSTOM、雅芳以及Invision Technologies等。
2012年4月纽约时报的一篇文章报道了一位前沃尔玛墨西哥公司的高管举报，该举报称在2005年9月沃尔玛支付贿金给墨西哥的政府官员以换取建筑许可。沃尔玛的调查人员曾经找到确凿证据证实了此举违反了墨西哥和美国法律，但是沃尔玛在美国的高管对此采取了秘而不宣的态度。根据Bloomberg的一篇文章，“针对沃尔玛贿赂案的调查如果证实了其高管明知这些贿赂行为而未采取有效措施，将会导致其高管的离职以及更高的罚金”。Eduardo Bohorquez, 墨西哥的一个名为Transparencia Mexicana的监管部门的主任，敦促墨西哥政府深入调查此项举报。沃尔玛和美国商会共同参与了一个举措来修改海外反腐败法。其支持者认为此举能使法案更加明晰，但反对者则认为此法案会削弱此法案。
前众议院议员、路易斯安那州民主党的William J. Jefferson，被指控违反了海外反腐败法，因为他为了商业利益贿赂了非洲的政府部门。在2008年，西门子因为违反了海外反腐败法而支付了4.5亿美元的罚金，这是美国司法部因违反FCPA而开出的最大罚单之一。
美国司法部和证监会目前正在调查惠普公司的高层管理人员在2004至2006年间支付了10,900,000美元给俄罗斯总检察长，以获取一个金额高达35,000,000欧元的合同向俄罗斯出售电脑设备。自此之后，司法部和证监会强有力的措施提高了海外反腐败法的声望。
2011年7月，司法部公布了一项关于“世界新闻报”的电话窃听丑闻，该丑闻使这家报社倒闭。司法部与英国严重欺诈办公室一起联手调查该公司是否有贿赂英国政府的行为。
2012年，日本丸红株式会社支付了54,600,000美元的罚金，因其在作为TKSJ合资公司的代理商时违法了海外反腐败法。TKSJ由Technip S.A., Snamprogetti Netherlands B.V., Kellogg Brown & Root Inc. (KBR), and JGC 公司组成。在1995年至2004年之间，这家合资公司在尼日利亚获得了总和超过60亿美元的合同，而这背后是支付给丸红公司51,000,000美元的贿金使其贿赂尼日利亚政府。
2012年其他违反海外反腐败法的案例包括Smith & Nephew, 其支付了22,200,000美元给司法部和证监会而和解，以及BizJet International Sales and Support Inc，其因贿赂外国政府官员而支付给司法部11,800,000美元的和解金。这两家公司都签署了延迟诉讼协议。
在2012年三月，Biomet Inc.因违犯海外反腐败法而支付给了17,300,000美元的罚金，以及5,500,000的非法所得利润及判决前利息。
2011年11月，美国司法部起诉法国阿爾斯通公司，包括高层弗雷德里克·皮耶鲁齐在内的5名成员，参与一系列与阿尔斯通有关的腐败案件。2014年12月22日，阿尔斯通与美国司法部达成暂缓起诉协议，以解决所有针对阿尔斯通的司法诉讼。阿尔斯通承认从1999年到2011年，该公司向印尼、沙特阿拉伯、埃及、巴哈马和台湾国有公司竞标各种电力项目时，共支付了大约7500万美元的款项。阿尔斯通位于瑞士的子公司承认串谋行贿，两家美国子公司向美国司法部承认伪造账簿和记录，及未能实施适当的内部控制，同意支付772,290,000美元的罚款，并在三年时间内进行内部规范后即可撤销相关指控。阿尔斯通与美国的和解金也是自FCPA执行以来，最高的外国贿赂刑事罚款。
2025年2月11日，美国总统唐纳德·特朗普签署了一项行政命令，要求司法部在未来180天内审核海外反腐败法的调查和执法方针，并在此期间暂停执行新调查。